# Единый день голосования 11 марта 2007 года

Карта региональных выборов 11 марта 2007 года.
Парламентские
Парламентские другого субъекта
Референдумы

В единый день голосования 11 марта 2007 года, согласно данным Центральной избирательной комиссии Российской Федерации, прошла 644 выборная кампаний различного уровня, включая выборы глав 125 муниципальных образований и законодательных собраний 14 субъектов федерации.

## Муниципальные образования

### Республика Дагестан
Выборы в городское собрание Махачкалы: 
- Единая Россия 57 %
- СПС 17,92 %
- Патриоты России 14,73 %
- КПРФ 8,04 %

### Кемеровская область
Выборы мэра Ленинска-Кузнецкого (явка — 63,92 %) 
- Ермаков В. К. — 90,88 %
- Галузин В. Ю. — 6,43 %

## Законодательные собрания субъектов федерации

### Дагестан
- Единая Россия — 46
- АПР — 7
- Справедливая Россия — 7
- Патриоты России — 6
- КПРФ — 6

Республика Дагестан (явка 57,6 %, данные 75 % бюллетеней ). Парламент республики будет сформирован из 72 человек (предыдущий — состоял из 121), полностью по партийным спискам. В выборах принимало участие 6 партий из 13 подавших документы в избирательную комиссию Дагестана: «Единая Россия», «Справедливая Россия», «Патриоты России», «Аграрная партия России», КПРФ и ЛДПР. Для прохождения в республиканский парламент необходимо набрать более 7 % голосов избирателей.
- «Единая Россия» — 63,67 %
- Справедливая Россия — 10,68 %
- АПР — 9,12 %
- КПРФ — 7,22 %
- Патриоты России — 7,07 %
- ЛДПР — 0,80 %

### Коми
- Единая Россия — 6
- Справедливая Россия — 3
- КПРФ — 2
- ЛДПР — 2
- СПС — 2

Республика Коми (явка 36,29 %,  (недоступная ссылка)). В Государственный совет республики будут избраны 30 депутатов: 15 — по партийным спискам и столько же — по одномандатным округам. В Республике Коми сохранился порог явки (25 %), поскольку голосование в этом регионе было назначено до вступления в силу новых поправок в избирательное законодательство, отменяющих требование о минимальной активности избирателей.
- «Единая Россия» — 36,18 %
- Справедливая Россия — 15,49 %
- КПРФ — 14,26 %
- ЛДПР — 13,61 %
- СПС — 8,78 %
- «Яблоко» — 3,65 %
- «Народная воля» — 1,92 %

В Республике Коми Единая Россия получает 18 мест, КПРФ — 2, ЛДПР — 2, «Справедливая Россия» −3, СПС — 2 и по самовыдвижению получено два мандата.

### Московская область
- ЕР — 33
- КПРФ — 12
- Справедливая Россия — 5

Московская обл. (явка 30,3 %)  (недоступная ссылка). Для прохождения в Московскую областную думу партиям необходимо получить более 7 % голосов избирателей.
- Единая Россия — 49,57 %
- КПРФ — 18,61 %
- Справедливая Россия — 8,86 %
- СПС — 6,90 %
- ЛДПР — 6,81 %
- «Яблоко» — 4,09 %
- «Патриоты России» — 2,05 %.

### Мурманская область
- ЕР 8
- КПРФ 3
- ЛДПР 2
- Справедливая Россия 3

Мурманская обл. (явка 34 %)  (недоступная ссылка)
- Единая Россия — 42,19 %
- КПРФ — 17,47 %
- Справедливая Россия — 16,18 %
- ЛДПР — 12,59 %
- Патриоты России — 5,04 %
- «Яблоко» — 2,94 %

Мурманская область: «Единая Россия» — 19, КПРФ — 3, ЛДПР — 2, «Справедливая Россия» — 5, самовыдвижение — 3.

### Ленинградская область
- ЕР 9
- КПРФ 5
- ЛДПР 3
- Справедливая Россия 6
- СПС 2

Ленинградская обл. (явка 31 %) . Выборы в Ленинградской области проходят по смешанной системе. По партийным спискам будет избрана половина парламента (25 человек). А также ещё 25 депутатов будут избраны по одномандатным округам. В выборах участвуют представители шести партий: «Единой России», КПРФ, «Справедливой России: Родина/Пенсионеры/Жизнь», «Союза правых сил», «Патриотов России», ЛДПР. Выборы проходят по одномандатным (мажоритарным) и партийным округам. В одномандатных избирательных округах в выборах примут участие 145 кандидатов. 50 кандидатов — выдвигались на выборы самостоятельно, остальные — выдвинуты партиями, в том числе: «Единой Россией», КПРФ, ЛДПР, «Справедливой Россией», «Аграрной партией России», партией «Патриоты России», и "Российской объединённой демократической партией «Яблоко» .
- Единая Россия — 35,24 %
- Справедливая Россия — 20,94 %
- КПРФ — 17,07 %
- ЛДПР — 12,13 %
- СПС — 6,99 %
- «Патриоты России» — 3,67 %

Ленинградская область: «Единая Россия» — 22, КПРФ — 6, ЛДПР — 3, «Справедливая Россия» — 9, СПС — 2, самовыдвижение — 8.

### Псковская область
- Единая Россия 11
- КПРФ 5
- ЛДПР 2
- Справедливая Россия 4

Псковская обл. (явка около 36 %, , ). На места в Псковской областной думе претендуют 98 кандидатов-одномандатников и представители семи политических партий — «Единой России», КПРФ, ЛДПР, «Справедливой России», «Патриотов России», ДПР и СЕПР. Впервые законодательное парламент региона будет состоять из 44 депутатов, избранных по смешанной системе: 22 — по одномандатным округам, столько же — по партийным спискам.
- Единая Россия — 45,41 %
- КПРФ — 19,45 %
- Справедливая Россия — 15,67 %
- ЛДПР — 8,41 %
- Патриоты России 4,18 %
- СЕПР — 0,91 %
- ДПР — 0,84 %

Псковская область: «Единая Россия» — 29, КПРФ — 5, ЛДПР — 3, «Справедливая Россия» — 5.

### Вологодская область
- Единая Россия 8
- КПРФ 2
- ЛДПР 2
- Справедливая Россия 3
- АПР 2

Вологодская обл. (явка 36,1 %). В парламенте Вологодской области 34 депутата. Выборы проходили по смешанной системе, 17 кандидатов избираются по одномандатным округам и 17 — по партийным спискам. В выборах здесь принималиучастие пять партий.
- Единая Россия — 41,90 %
- Справедливая Россия — 20,91 %
- КПРФ — 13,44 %
- ЛДПР — 10,83 %
- АПР — 9,39 %

По предварительным данным, в ходе обработки протоколов выявлено 12,5 тыс. недействительных бюллетеней, что составило около 3 % от общего числа.
Вологодская область: «Единая Россия» — 22, КПРФ — 2, ЛДПР — 2, «Справедливая Россия» — 4, Аграрная партия — 2, самовыдвижение — 2.

### Томская область
- Единая Россия 11
- КПРФ 3
- Справедливая Россия 2
- ЛДПР 3
- СПС 2

Томская обл. (явка 44,83 %, ). В парламент Томской области избирают 21 депутата по одномандатным округам и 21 — по единому избирательному округу (партийным спискам).
- Единая Россия — 46,79 %
- КПРФ — 13,36 %
- ЛДПР — 12,87 %
- «Справедливая Россия» — 7,90 %
- СПС — 7,77 %
- «Патриоты России» — 3,74 %
- «Яблоко» — 3,64 %

Томская область: «Единая Россия» — 27, КПРФ — 6, ЛДПР — 3, «Справедливая Россия» — 2, самовыдвижение — 5.

### Ставропольский край
- Справедливая Россия — 10
- Единая Россия − 6
- КПРФ — 4
- ЛДПР — 3
- СПС — 2

Ставропольский край (явка 41,28 %, ). В парламент Ставропольского края избирают 50 депутатов — 25 депутатов по одномандатным округам и 25 — по единому избирательному округу (партийным спискам 5 партий: «Единая Россия», «Коммунистическая партия Российской Федерации», «Либерально-демократическая партия России», «Союз правых сил» и Справедливая Россия).
- «Справедливая Россия» — 37,63 %
- Единая Россия — 23,86 %
- КПРФ — 14,13 %
- ЛДПР — 11,79 %
- СПС — 7,73 %

Учитывая партийных депутатов, избиравшихся по мажоритарной системе, в краевой Думе у «Единой России» будет 15 мандатов, у «Справедливой России» — 12. Кроме того, 5 мандатов в парламенте Ставропольского края получила КПРФ, 3 — ЛДПР и 2 мандата — «Союз правых сил». 
В Ставропольском крае у единоросов 15 мандатов, у коммунистов — 5, у ЛДПР — 3, у «Справедливой России» — 12, СПС — 2, самовыдвижение — 12.

### Самарская область
- Единая Россия — 11
- КПРФ — 5
- Справедливая Россия — 4
- ЛДПР — 3
- СПС — 1
- Зеленые — 1

Самарская обл.
- Единая Россия — 33,54 %
- КПРФ — 18,98 %
- Справедливая Россия — 15,14 %
- ЛДПР — 11,59 %
- СПС — 8,10 %
- Зелёные — 7,62 %
- Патриоты России — 1,37 %

Самарская область: «Единая Россия» — 26, КПРФ — 6, ЛДПР — 3, «Справедливая Россия» — 5, партия «Зелёных» и «Союз правых сил» по — 1 мандату каждый.

### Тюменская область
- Единая Россия 13
- КПРФ 1
- ЛДПР 2
- Справедливая Россия 1

Тюменская обл. (явка ..%, данные с 13 % избирательных участков ).
- Единая Россия — 65,89 %
- ЛДПР — 10,8 %
- «Справедливая Россия» — 8,73
- КПРФ — 8,37 %

Тюменская область: «Единая Россия» — 13, КПРФ — 1, ЛДПР — 2, «Справедливая Россия» — 1.
В том числе Ямало-ненецкий АО (явка 48,84 %,  (недоступная ссылка)):
- Единая Россия 72,59 %
- ЛДПР 8,48 %
- «Справедливая Россия» 7,61 %

### Омская область
- Единая Россия 16
- КПРФ 6

Омская обл. (явка 48,98 %) (недоступная ссылка)
- Единая Россия — 55,65 %
- КПРФ — 22,41 %
- СПС — 5,87 %
- Справедливая Россия — 4,83 %
- ЛДПР — 4,29 %
- Патриоты России — 2,03 %
- Народная Воля — 1,42 %

Омская область: «Единая Россия» — 38, КПРФ — 6.

### Орловская область
- ЕР 12
- КПРФ 7
- ЛДПР 2
- Справедливая Россия 4

Орловская обл. (явка 52,16 %)
- Единая Россия — 39,02 %
- КПРФ — 23,78 %
- Справедливая Россия — 12,60 %
- ЛДПР — 7,34 %
- СПС — 6,98 %
- Патриоты России — 3,06 %
- Народная Воля — 2,09 %
- ДПР — 1,31 %

Орловская область: «Единая Россия» — 26, КПРФ — 13, ЛДПР — 2, «Справедливая Россия» — 4, самовыдвижение — 5.

### Санкт-Петербург
- ЕР 23
- Справедливая Россия 13
- КПРФ 9
- ЛДПР 6

Санкт-Петербург  (явка 33,18 %, данные с … процентов протоколов ). Для прохождения в городской парламент необходимо набрать более 7 % голосов избирателей.
- Единая Россия — 37,37 %
- Справедливая Россия — 21,90 %
- КПРФ — 16,02 %
- ЛДПР — 10,89 %
- «Патриоты России» — 5,6 %
- СПС — 5,17 %

У «Единой России» в Законодательном собрании Петербурга будет 23 мандата, «Справедливой России» достанется 13 мест, КПРФ — 9 и ЛДПР — 5. 
В Законодательном собрании Санкт-Петербурга «Единая Россия» получила 23 мандата, КПРФ —9, ЛДПР — 5, «Справедливая Россия» — 13. Во всех регионах, кроме Дагестана, обработано почти 100 % бюллетеней. 